# Fabio Mini
Fabio Mini (Manfredonia, 11 dicembre 1942) è un militare e saggista italiano, già comandante NATO della missione KFOR in Kosovo dal 2002 al 2003.

## Biografia
Dopo gli studi presso l'Accademia militare di Modena e la Scuola di Applicazione di Torino, si è laureato in Scienze strategiche per poi perfezionarsi in scienze umanistiche presso l'Università Lateranense e in Negoziato internazionale presso l'Università di Trieste.
Dal 1979 al 1981 è stato assegnato negli Stati Uniti alla 4º Divisione di Fanteria a Fort Carson, nel Colorado (4th Infantry Division Mechanized), dove è stato Ufficiale addetto ai Piani ed Operazioni (G3), Secondo in Comando della Divisione Esercitazioni e Valutazioni (EED) e Capo della Divisione Esercitazioni e Valutazioni/Centro Simulazione Combattimento.
Tra i vari incarichi è stato portavoce del capo di Stato maggiore dell'Esercito italiano e, dal 1993 al 1996, ha svolto la funzione di addetto militare a Pechino. Ha inoltre diretto l'Istituto superiore di stato maggiore interforze (ISSMI).
Generale di corpo d'armata, è stato capo di Stato maggiore del Comando NATO per il Sud Europa e a partire dal gennaio 2001 ha guidato il Comando Interforze delle Operazioni nei Balcani. Dall'ottobre 2002 all'ottobre 2003 è stato comandante delle operazioni di pace a guida NATO, nello scenario di Guerra in Kosovo nell'ambito della missione KFOR (Kosovo Force).
Commentatore di questioni geopolitiche e di strategia militare, scrive per Limes, la Repubblica, L'Espresso e il Fatto Quotidiano (dal 2015); è membro del Comitato Scientifico della rivista Geopolitica ed è autore di diversi libri.
Critico rispetto alla strategia occidentale di sostegno all'Ucraina, invasa dalla Russia nel 2022, è stato anche accusato, in passato, di essere un sostenitore della teoria delle scie chimiche, poiché nel 2012 si era definito interessato a indagare il fenomeno come forma di guerra ambientale. Da parte sua, ha respinto tali accuse in un articolo sul Fatto Quotidiano del giugno 2022, con l'affermazione "Non sono un cultore delle scie chimiche [...]".

## Opere principali
- La guerra dopo la guerra. Soldati, burocrati e mercenari nell'epoca della pace virtuale, Torino, Einaudi, 2003.
- Soldati, Torino, Einaudi, 2008.
- Eroi della guerra. Storie di uomini d'arme e di valore, Bologna, il Mulino, 2011.
- Perché siamo così ipocriti sulla guerra?, Chiarelettere, Milano 2012.
- Mediterraneo in guerra. Atlante politico di un mare strategico, Einaudi, 2012, ISBN 9788806211349.
- La guerra spiegata a..., Einaudi, 2013, ISBN 9788806213749.
- Che guerra sarà, il Mulino, 2017, ISBN 9788815273758.
- Europa in guerra, Paper First, 2023, ISBN  9788831431910.
- La NATO in guerra, collana Orwell, Edizioni Dedalo, 2025, ISBN 9788822051028.

## Onorificenze
Onorificenze italiane
Onorificenze straniere